# Königreich Holland
Königreich Holland (niederländisch Koninkrijk Holland, französisch: Royaume de Hollande) war der Name der Niederlande von 1806 bis 1810. Zuvor waren die Niederlande als Batavische Republik ein Satellitenstaat der französischen Republik bzw. des napoleonischen Frankreich. Staatsoberhaupt des Königreichs war ein Bruder des französischen Herrschers Napoleon, Louis Bonaparte.
Das Königreich bestand bis 1810, als es binnen weniger Monate nach und nach von Frankreich annektiert wurde. Louis Bonaparte hatte nach Ansicht seines Bruders die Interessen Frankreichs nicht ausreichend durchgesetzt. 1814/15 gründete sich nachfolgend das Königreich der Vereinigten Niederlande unter dem Oranier Wilhelm.

## Geschichte
Der unmittelbare Vorgänger des Königreichs Holland war die Batavische Republik.
Am 24. Mai 1806 wurde zwischen Frankreich und der Batavischen Republik, im Vertrag auch „Staat von Holland“ genannt, ein Staatsvertrag geschlossen, wonach entsprechend einem förmlichen Antrag des Repräsentanten der Batavischen Republik Prinz Louis Bonaparte als Lodewijk I. zum erblichen und verfassungsmäßigen König von Holland ernannt und gekrönt werde. Am 4. Juni resignierte Ratspensionär Rutger Jan Schimmelpenninck, bis dahin Staatsoberhaupt, in Paris. Louis wurde am 5. Juni 1806 als souveräner König von Holland proklamiert.
Das Königreich Holland war ein von Frankreich abhängiger Staat. Der Staatsname leitete sich von der wichtigsten Provinz ab, Holland. Durch die direkte Machtübernahme eines Angehörigen der Familie Napoleons (Napoleoniden) sollten die Niederlande besser kontrolliert werden.
Louis bemühte sich redlich um eine gute Regentschaft und war bei den Einheimischen teils sogar beliebt. Der geringe Widerstand der Niederländer lässt sich auch damit erklären, dass bei einem Scheitern Louis’ ein Eingreifen Frankreichs zu erwarten war. Er erfüllte aber die Erwartungen Napoléons nicht; unter anderem ging es um die Durchsetzung der Kontinentalsperre, der wirtschaftlichen Blockade gegen England. Nach der Walcheren-Expedition begann Frankreich im März 1810 damit, zunächst die südlich des Rheins gelegenen Gebiete zu annektieren. Am 1. Juli 1810 entschloss sich Louis zur Abdankung, um das Königreich an sich zu retten. Er verließ es am 2. Juli, seine Entscheidung wurde am 3. Juli veröffentlicht. Sein noch unmündiger Sohn Louis folgte ihm allerdings für nur wenige Tage als Lodewijk II. auf dem Thron, bevor Napoléon am 9. Juli mit dem Dekret von Rambouillet das Gebiet des Königreiches vollständig für Frankreich annektierte. Fortan setzten französische Zollbeamte die Kontinentalsperre rigoros durch. Während in den Jahren vor der französischen Fremdherrschaft im Jahresdurchschnitt rund 4000 Schiffe die vier damals wichtigsten Zufahrten vom Meer zu den Haupthäfen und in die binnenländischen Gewässer, nämlich die Seegatte zwischen der Insel Goeree und Hellevoetsluis, an der Maas-Mündung, das Marsdiep zwischen Texel und Den Helder sowie die Vlie, durchfahren hatten, waren es im Jahr 1810 nur noch 259 Schiffe, die vor allem aus den USA kamen. Die niederländische Wirtschaft lag in den drei Jahren der französischen Herrschaft danieder.
Infolge der französischen Niederlagen in den Befreiungskriegen gewannen die Niederlande 1813 ihre Unabhängigkeit zurück und konstituierten sich danach als Königreich der Vereinigten Niederlande.

## Umfang und Erbe

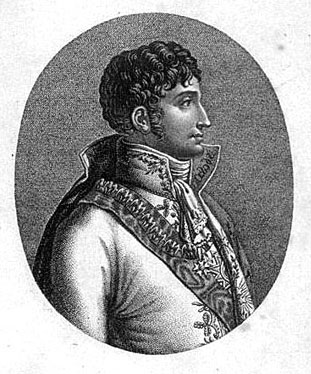
Louis Bonaparte, im Lande Lodewijk Bonaparte genannt

Das Königreich Holland umfasste annähernd das Gebiet der heutigen Niederlande mit Ausnahme von Limburg und des südlichen Zeeland, die französisch waren. Zum Königreich gehörten auch Ostfriesland und die Herrschaft Jever, die 1807 im Frieden von Tilsit von Preußen bzw. Russland abgetreten wurden. Nach der napoleonischen Zeit kamen diese beiden Gebiete wieder an deutsche Fürsten.
Da Louis 1808 seine Regierung von Den Haag nach Amsterdam verlegt hatte, ist auch heute noch Amsterdam formell die niederländische Hauptstadt. Louis gründete ferner das Koninklijk Instituut van Wetenschappen und legte den Grundstock für das spätere Rijksmuseum. Seine Regierung verbesserte die Rechtsstellung von Katholiken und Juden. 1808 schaffte sie die Zünfte und die Gilden ab. 1809 trat neben einem Strafgesetzbuch und einem Handelsgesetzbuch auch ein Bürgerliches Gesetzbuch (Burgerlijk Wetboek) in Kraft, das nicht mehr war als der französische Code civil, mit geringfügigen Änderungen den örtlichen Besonderheiten angepasst.

## Départements
Das Königreich war in elf Départements eingeteilt:
| - Amstelland - Maasland - Utrecht - Zeeland - Brabant - Geldern | - Overijssel - Friesland - Groningen - Drenthe - Ostfriesland |